# Eryngium megapotamicum
Eryngium megapotamicum är en flockblommig växtart som beskrevs av Gustaf Oskar Andersson Malme. Eryngium megapotamicum ingår i släktet martornar, och familjen flockblommiga växter. Inga underarter finns listade i Catalogue of Life.